# 掃海艇1号型
掃海艇1号型（そうかいてい1ごうがた、英語: MSB No.1 class minesweeping boats）は海上自衛隊の掃海艇の艦級。発展型の掃海艇7号型を含めて、小掃（小型掃海艇の略）として知られていた。

## 概要
1953年（昭和28年）、発足直後の警備隊は、艦艇国産化の方針にもとづき、中型掃海艇（MSC）としてあただ型掃海艇およびやしろの整備を計画した。一方、1950年代当時のアメリカ海軍は行動海域ごとに艦型の異なった掃海艇を用いていた。このうち内水掃海艇と呼ばれるものは港湾海域や沿岸部など浅瀬面の掃海作業を任務としていた。これに範をとって、瀬戸内海など極浅海域用小型掃海艇として、翌29年度計画より着手されたのが本型である。
船体はアメリカ海軍の40トン内水掃海艇を参考に、木造船体、平甲板角型、舷外排気などの形式を採用している。船底・船側フレームはケヤキの単材、外板はスギの2層矢羽根張りとされ、キールはベイマツ、チャイン材はケヤキの積層材とされた。基本的に掃海母艇の支援下での活動を前提としており、艇内には居住施設はなく陸上施設または母艇で居住し、給食も母艇に依存していた。またレーダーも持たず、コーナーキューブ・リフレクタをマストに装備して、母艇のレーダー管制下で掃海活動を行うことになっていた。掃海具としては、片舷J掃用係維掃海具（53式普通掃海具の片舷分）と浮上式磁気掃海具を搭載していた。ただし音響機雷に対しては、必要に応じて掃海母艇からA-Mk6b音響掃海具を受け取って曳航することとされていた。
本艇は6隻で1組、1隻の母艇で運用される。1957年（昭和32年）4月10日、掃海艇1号、2号及び指揮艇「かいどう」、掃海母艇「ゆうちどり」により第101掃海隊を新編、呉地方隊隷下の呉基地警防隊に編入され、瀬戸内海での業務掃海の任務についた。その後、就役した同型艇は逐次101掃海隊に編入され、1959年（昭和34年）3月31日、掃海艇6号の就役により第101掃海隊は同型艇6隻編成となった。1960年（昭和35年）5月1日、第101掃海隊は長官直轄部隊の第1掃海隊群に編入。1969年（昭和44年）3月15日、大部分の業務掃海が終了したとして第1掃海隊群が自衛艦隊に編入となったが、未掃海の浅海面が残っていたため、第101掃海隊は呉地方隊に編入され業務掃海を続けた。
1号型の老朽化に伴い、昭和46年（1971年）度計画で7号型が建造され、1号型を順次更新した。7号型は基本的には1号型を発展させたものであり、船体を延伸して居住区画（ベッド5名分など）が設置されたが、母艇の支援下で行動する運用形態は変わらない。また当初は1号型と同様にレーダーを搭載していなかったが、平成2年に小型の航海レーダーを後日装備した。1997年（平成9年）5月1日、掃海艇11号、12号が除籍となり第101掃海隊も廃止された。
後継として、掃海管制艇（MCL）と遠隔操縦式掃海具（SAM）の組み合わせが採用され、本型が小掃の系譜の掉尾を飾ることとなり、第101掃海隊も1998年（平成10年）3月23日に再編された。

## 諸元表
|            | 1号型                                                 | 7号型                                                               |
| ---------- | ----------------------------------------------------- | ------------------------------------------------------------------- |
| 基準排水量 | 43 t                                                  | 50 t                                                                |
| 満載排水量 | 45 t                                                  | 58 t                                                                |
| 全長       | 18.64 m                                               | 22.5 m                                                              |
| 全幅       | 5.04 m                                                | 5.4 m                                                               |
| 深さ       | 2.43 m                                                | 2.5 m                                                               |
| 吃水       | 1.34 m                                                | 1.0 m                                                               |
| 機関       | 三菱DH7Mディーゼルエンジン×2基 スクリュープロペラ×2軸 | 三菱4ZV20MA / 4ZV20MC ディーゼルエンジン×2基 スクリュープロペラ×2軸 |
| 機関出力   | 160 ps×2基                                            | 240 ps×2基                                                          |
| 速力       | 最大11ノット                                          | 最大11ノット                                                        |
| 定員       | 10名                                                  | 10名                                                                |

## 同型艇

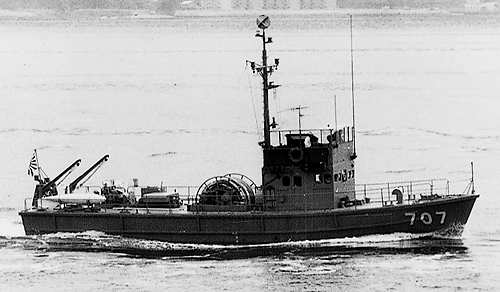
掃海艇7号

| #       | 艦名       | 計画年度 | 建造                | 起工                        | 進水                         | 就役                        | 除籍                         |
| ------- | ---------- | -------- | ------------------- | --------------------------- | ---------------------------- | --------------------------- | ---------------------------- |
| MSB-701 | 掃海艇1号  | 昭和29年 | 日立造船 神奈川工場 | 1956年 （昭和31年） 8月2日  | 1957年 （昭和32年） 1月26日  | 1957年 （昭和32年） 3月26日 | 1973年 （昭和48年） 3月31日  |
| MSB-702 | 掃海艇2号  | 昭和29年 | 日立造船 神奈川工場 | 1956年 （昭和31年） 8月2日  | 1957年 （昭和32年） 2月19日  | 1957年 （昭和32年） 4月10日 | 1973年 （昭和48年） 3月31日  |
| MSB-703 | 掃海艇3号  | 昭和29年 | 日本鋼管 鶴見造船所 | 1956年 （昭和31年） 8月7日  | 1957年 （昭和32年） 1月30日  | 1957年 （昭和32年） 3月26日 | 1974年 （昭和49年） 3月28日  |
| MSB-704 | 掃海艇4号  | 昭和30年 | 日本鋼管 鶴見造船所 | 1956年 （昭和31年） 8月7日  | 1957年 （昭和32年） 4月15日  | 1957年 （昭和32年） 4月10日 | 1974年 （昭和49年） 3月29日  |
| MSB-705 | 掃海艇5号  | 昭和32年 | 日本鋼管 鶴見造船所 | 1958年 （昭和33年） 8月16日 | 1959年 （昭和34年） 1月8日   | 1959年 （昭和34年） 3月28日 | 1974年 （昭和49年） 12月10日 |
| MSB-706 | 掃海艇6号  | 昭和32年 | 日本鋼管 鶴見造船所 | 1958年 （昭和33年） 8月16日 | 1959年 （昭和34年） 2月5日   | 1959年 （昭和34年） 3月31日 | 1974年 （昭和49年） 12月10日 |
| MSB-707 | 掃海艇7号  | 昭和46年 | 日立造船 神奈川工場 | 1972年 （昭和47年） 5月26日 | 1973年 （昭和48年） 1月16日  | 1973年 （昭和48年） 3月30日 | 1992年 （平成4年） 3月25日   |
| MSB-708 | 掃海艇8号  | 昭和46年 | 日本鋼管 鶴見造船所 | 1972年 （昭和47年） 8月3日  | 1973年 （昭和48年） 1月18日  | 1973年 （昭和48年） 3月27日 | 1992年 （平成4年） 3月25日   |
| MSB-709 | 掃海艇9号  | 昭和47年 | 日本鋼管 鶴見造船所 | 1973年 （昭和48年） 7月5日  | 1973年 （昭和48年） 12月10日 | 1974年 （昭和49年） 3月28日 | 1996年 （平成8年） 3月29日   |
| MSB-710 | 掃海艇10号 | 昭和47年 | 日立造船 神奈川工場 | 1973年 （昭和48年） 6月7日  | 1974年 （昭和49年） 1月10日  | 1974年 （昭和49年） 3月29日 | 1996年 （平成8年） 3月29日   |
| MSB-711 | 掃海艇11号 | 昭和48年 | 日立造船 神奈川工場 | 1974年 （昭和49年） 7月2日  | 1975年 （昭和50年） 2月17日  | 1975年 （昭和50年） 5月10日 | 1997年 （平成9年） 5月1日    |
| MSB-712 | 掃海艇12号 | 昭和48年 | 日本鋼管 鶴見造船所 | 1974年 （昭和49年） 8月6日  | 1975年 （昭和50年） 1月27日  | 1975年 （昭和50年） 4月22日 | 1997年 （平成9年） 5月1日    |